# Úzká relace
Úzká relace je matematický pojem z oblasti teorie množin.

## Definice
Nechť R je binární třídová (tj. R je libovolná, i vlastní, třída) relace. Označíme-li {\displaystyle R^{-1}[y]=\{x;\,xRy\}}, můžeme definovat, že relace R je úzká právě tehdy, když {\displaystyle \,R^{-1}[y]} je množina pro každé y.

## Příklady
- Pro {\displaystyle R=\in } platí {\displaystyle \,R^{-1}[y]=y}, tedy {\displaystyle \in } je úzká relace.
- Každá množinová binární relace (tj. taková, která je množinou) je úzká.

## Mostowského věta o kolapsu
Mostowského věta o kolapsu říká, že úzkost je jednou ze (tří) základních vlastností relace {\displaystyle \in }, které tuto relaci do jisté míry jednoznačně charakterizují. Zní takto:
Nechť R je relace úzká, extenzionální a fundovaná na třídě A. Pak existuje právě jedna tranzitivní třída T taková, že struktury {\displaystyle \,\langle A;R\rangle } a {\displaystyle \langle T;\in \rangle } jsou izomorfní (tj. existuje {\displaystyle \phi :A\rightarrow T} bijekce, že {\displaystyle \,xRy\Leftrightarrow \phi (x)\in \phi (y)}).